# 認知語言學
認知語言學（英語：Cognitive linguistics）是語言學的一門頗新分支，它脫胎自認知心理學或認知科學，大約在1980年代後期至1990年代開始成型。認知語言學涉及電腦自然語言理解、人工智慧、語言學、心理學、神经科學、系統論等多種學科，它針對當時仍很火熱的生成語言學，提出：語言的創建、學習及運用，從基本上都必須能夠透過人類的認知而加以解釋，因為認知能力是人類知識的根本。
認知語言學有以下三大分支：
1. 認知語义學：包括了構詞法及語意分析
2. 認知文法：透過對現存語言的分析及瞭解其背後產生的環境及習慣、隱喻等，歸納出來的文法規則，而不是透過數學的生成方程來產生的文法規則
3. 認知語音學

認知語言學的創立者普遍被認為是喬治·莱考夫（George Lakoff）、馬克·詹森（Mark Johnson）及朗奴·蘭蓋克。當中雷可夫及詹森專門研究語言中的比喻及其與人類認知的關係；而蘭蓋克的專長在於認知文法的生成。
關於“認知語言學”的標籤一直存在科學和術語爭議。 對該術語的具體含義尚無共識。

## 背景
認知語言學起源自諾姆·喬姆斯基於1959年對斯金納《語言行為》的批判性評論。喬姆斯基對行為心理學的拋棄以及他隨後的作為反行為主義者的活動，使得心理學的焦點在認知心理學和認知科學的新概念下，從經驗主義轉向了心靈主義（mentalism）。
喬姆斯基在20世紀70年代把語言學看作是認知科學的一個分支，但把他的模型稱為轉換語法或生成語法。在與喬姆斯基的語言學之爭中，喬治·萊考夫與羅納德·蘭加克等新達爾文主義語言學的倡導者在20世紀80年代初結合成了所謂的“萊考夫—蘭加克協議”。有人認為，他們選擇“認知語言學”作為他們的新框架的名稱，是為了逐漸削弱生成語法作為認知科學的聲譽。
至今有三種競爭的方法視自己為認知語言學的真正代表。一種是萊考夫-蘭加克派，其開首字母為大寫(Cognitive Linguistics，狹義的認知語言學)。第二種是生成語法派，而第三種方法是由一些學者提出的，他們的工作不屬於另外兩種方法的範圍。他們認為，認知語言學不應被視為一個特定的選擇框架的名稱，而應被視為一個完整的科學研究領域，通過其證據價值而不是理論價值進行評估。

## 方法

### 生成語法
生成語法是大腦語言計算假設的來源。它被認為是“語言的認知神經科學”的研究。生成語法對行為本能及認知語言演算法的生物學本質進行了研究，提供了一種計算性的心理表徵理論。
實際上，這意味著語言學家把句子分析視為揭示認知結構的一種方式。有人認為是人類的隨機基因突變導致了句法結構出現在大腦中。因此，人們擁有語言的事實並不依賴於它的交際目的。
一個著名的例子是，語言學家諾姆·喬姆斯基認為，"餓了的人是否在點餐（Is the man who is hungry ordering dinner ）"這類句子非常罕見，兒童不可能聽過。即使如此他們還是可以產生這些句子，這就進一步指出，這種結構不是學來的，而是從先天的認知語言元件中獲得的。於是，生成語法學家們把通過自省找出所有關於先天結構的資訊作為他們的任務，從而形成一幅假設的語言官能圖景。
生成語法提倡心智模塊化的觀點，認為語言是一個自主的心智模塊。因此，語言從數理邏輯中分離出來，以至於推理在語言習得中起不到任何作用。除語言學外，喬姆斯基的思想在認知心理學、計算機科學和自由意志社會主義思潮中都有影響。

### Cognitive Linguistics (語言學框架)
認知語言學的方法中，有一種方法叫做狹義的認知語言學(Cognitive Linguistics)，首字母為大寫，但也常以全小寫字母拼寫。這場運動始於20世紀80年代初，喬治·萊考夫的隱喻理論與羅納德·蘭加克的認知語法相結合，隨後的構式語法模型也從不同的作者那裡吸收過來。這種結合包含了兩種不同的語言和文化演化方法：一種是概念隱喻的方法，另一種是構造的方法。認知語言學將自己定義為與生成語法相對立，認為語言在大腦中的功能是根據一般性的認知原則所實現。萊考夫和蘭加克的思想被應用於各個科學領域。除了語言學和翻譯理論，認知語言學也對文學研究、教育、社會學、音樂學、計算機科學和神學等領域產生影響。

#### A.概念隱喻理論
美國語言學家喬治·萊考夫認為，隱喻不僅僅是語言的修辭手法，而是思維模態。萊考夫假設，抽象推理的原則可能是由低等動物中存在的視覺思維和空間關係的表示機制演化而來。概念化（Conceptualisation）被認為是基於知識的體化（embodiment ），建立在視覺和運動的物理經驗之上。例如，情感的「隱喻」建立在向下運動的基礎上，而理性的隱喻則建立在向上運動的基礎上，像是說「討論落入了情感層面，而我將其升回理性層面。」有人認為，語言不是一種認知能力，而是依賴於其他認知技能，這些技能包括知覺、注意、運動技能以及視覺處理和空間處理等，同樣的道理也適用於其他的認知現象，比如時間感。
在我們的視覺系統中，我們有運動偵測器和物體位置偵測器，沒有時間偵測器（無論這意味著什麼）。因此，從生物學角度來說，時間應該按照事物和運動來理解。 —喬治·萊考夫
認知語言學認為，思維主要是自動化且無意識的。

#### B.認知語法與構式語法
構式（Constructions）作為語法的基本單位，是約定俗成的形式-意義配對，與作為語言演化單位的迷因相當。它們被認為是多層次的。例如，習語是較高層次的構式，其中包含作為中層構式的單詞，而這些單詞又可能包含作為低層構式的語素。有學者認為，人類不僅具有相同的體型，這使得體化表徵有了共同基礎；而構式則為言語共同體中一致的表達方式提供了共同基礎。像生物一樣，構式也有著生命週期，語言學家對此進行了研究。
根據認知主義和構式主義的觀點，在單詞的傳統意義上並不存在語法。通常所認為的語法是構式清單，是一個複雜適應性系統，或者是一個構式總體。從語言習得到語料庫語言學，所有的語言研究領域都對構式展開了研究。

### 整合認知語言學
認知語言學還有第三種方法，它是既不直接支持模塊化（生成語法），也不支持反模塊化（Cognitive Linguistics）的思維觀。第三種觀點的支持者認為，根據大腦的研究，語言處理雖然不能獨立於其他類型的資訊處理，但也是專門化的。語言被認為是人類認知能力中的一種，與知覺、注意力、記憶力、運動技能、視覺和空間處理齊肩運作，而不隸屬於它們。強調的是一種認知語義學，研究意義的上下文-概念性質。

## 爭議
認知語言學的具體意義、名稱的恰當性以及該學派的科學地位都受到了質疑。有人聲稱，許多所謂的認知語言學並沒有名副其實。
在我看來，「認知語言學」是一种利用認知心理學和神經生物學等方面的研究成果來探索人類大腦如何產生和解釋語言的語言學。換句話說，認知語言學是一門認知科學，而「Cognitive Linguistics」不是。在我看來，大多數生成語言學也不是真正的認知語言學。

— Bert Peeters
有人認為，上述利用 "認知 "標籤的框架是偽科學，因為它們對心靈和大腦的看法違背了現代人對神經科學的基本理解，而是建立在毫無科學依據的大師教義之上。據說這類框架的成員還利用其他研究者的研究結果，將其作為自己的工作來介紹。雖然這種批評大部分被接受，但有人聲稱一些研究仍然產生了有用的見解。

## 認知語言學的知名人物
- 喬治·萊考夫：認知語言學的其中一位創立者，提倡比喻(隱喻)是日常語言活動中的必須認知能力。
- 馬克·詹森（英语：Mark Johnson (professor)）
- 朗奴·蘭蓋克（英语：Ronald Langacker）：認知文法的提倡者
- 吉爾斯·法爾康納（英语：Gilles Fauconnier）
- 查爾斯·J·菲爾莫（英语：Charles J. Fillmore）
- 威廉·克羅夫特
- 邁克爾·托馬塞洛（英语：Michael Tomasello）
- 戴浩一：台灣國立中正大學語言學研究所教授，是少數專長於認知語言學的華人。
- 王士元：香港中文大學現代語言學系暨中研院院士，另一少數專長於認知語言學的華人。
- 張敏：香港科技大學人文社科學院教授。著有《認知語言學與漢語名詞短語》。

### 資料來源
- Evans, Vyvyan & Melanie Green (2006). Cognitive Linguistics: An Introduction. Edinburgh: Edinburgh University Press.
- Evans, Vyvyan (2007). A Glossary of Cognitive Linguistics. Edinburgh: Edinburgh University Press.
- Gibbs (1996) in Casad ED. Cognitive Linguistics in the Redwoods: The Expansion of a New Paradigm in Linguistics (Cognitive Linguistic Research) Mouton De Gruyter (June 1996) ISBN 9783110143584.
- Langlotz, Andreas. 2006. Idiomatic Creativity: A Cognitive-linguistic Model of Idiom-representation And Idiom Variation in English. Amsterdam: John Benjamins.
- Charteris-Black, J. (2004). Corpus Approaches to Critical Metaphor Analysis.  Palgrave-MacMillan. ISBN 1403932921
- Croft, W. & D. A. Cruse (2004) Cognitive Linguistics. Cambridge: Cambridge University Press.
- Evans, Vyvyan & Melanie Green (2006). Cognitive Linguistics: An Introduction. Edinburgh: Edinburgh University Press.
- Evans, Vyvyan (2007). A Glossary of Cognitive Linguistics. Edinburgh: Edinburgh University Press.
- Evans, Vyvyan, Benjamin K. Bergen and Jörg Zinken (Eds.) (2007). The Cognitive Linguistics Reader. London: Equinox Publishing Co.
- Evans, Vyvyan, Benjamin Bergen and Jörg Zinken (2007). "The Cognitive Linguistics Enterprise: An Overview" （页面存档备份，存于）. In Vyvyan Evans, Benjamin Bergen and Jörg Zinken (Eds.). The Cognitive Linguistics Reader [listed above].
- Fauconnier, G. (1997). Mappings in Thought and Language.
- Fauconnier, Gilles has written a brief, manifesto-like introduction to Cognitive linguistics, which compares it to mainstream, Chomsky-inspired linguistics. See "Introduction to Methods and Generalizations" in T. Janssen and G. Redeker (Eds) (1999). Scope and Foundations of Cognitive Linguistics. The Hague: Mouton De Gruyter. Cognitive Linguistics Research Series. (on-line version （页面存档备份，存于）)
- Fauconnier, Gilles and Mark Turner (2003). The Way We Think （页面存档备份，存于）. New York: Basic Books.
- Geeraerts, D. & H. Cuyckens, eds. (2007). The Oxford Handbook of Cognitive Linguistics. New York: Oxford University Press. ISBN 978 0 19 514378 2.
- Geeraerts, D., ed. (2006). Cognitive Linguistics: Basic Readings. Berlin / New York: Mouton de Gruyter.
- Gibbs Jr., Raymond W. and Herbert L. Colston (1995).  "The cognitive psychological reality of image schemas and their transformations".  Cognitive Linguistics (includes Cognitive Linguistic Bibliography). Vol. 6, No. 4, pp. 347–378, ISSN (Online) 1613-3641, ISSN (Print) 0936-5907.
- Goossens, Louis  (Oct. 2009). Metaphtonymy: the interaction of metaphor and metonymy in expressions for linguistic action. Cognitive Linguistics (includes Cognitive Linguistic Bibliography). Volume 1, Issue 3, Pages 323–342, ISSN (Online) 1613-3641, ISSN (Print) 0936-5907, DOI: 10.1515/cogl.1990.1.3.323
- Grady, Oakley, and Coulson (1999). "Blending and Metaphor". In Metaphor in Cognitive Linguistics, Steen and Gibbs (eds.). Philadelphia: John Benjamins. (online version （页面存档备份，存于）)
- Jackendoff, Ray (1996). "Conceptual semantics and Cognitive linguistics".  In Cognitive Linguistics 7-1, pp. 93-129.  Online Version.
- Kristiansen et al., eds. (2006). Cognitive Linguistics: Current Applications and Future Perspectives. Berlin / New York: Mouton de Gruyter.
- Lakoff, George (1987). Women, Fire, and Dangerous Things: What Categories Reveal About the Mind. University of Chicago Press. ISBN 0 226 46804 6.
- Lakoff, George and Mark Johnson. (1980). Metaphors We Live By. University of Chicago Press.
- Lee, D.A. (2001).  Cognitive Linguistics: An Introduction (1st ed.).   Melbourne: Oxford University Press.
- Rohrer, T. (2007). "Embodiment and Experientialism". In The Oxford Handbook of Cognitive Linguistics [listed above].
- Schmid, H. J. et al. (1996). An Introduction to Cognitive Linguistics. New York, Longman.
- Silverman, Daniel (2011). "Usage-based Phonology", in Bert Botma, Nancy C. Kula, and Kuniya Nasukawa, eds., Continuum Companion to Phonology. Continuum.
- Taylor, J. R. (2002). Cognitive Grammar. Oxford, Oxford University Press.
- Tomasello, M. (2003). Constructing a Language: A Usage-Based Theory of Language Acquisition. Harvard University Press.
- Wolf, et al. (2006), The Cognitive Linguistics Bibliography, Mouton De Gruyter, Berlin.

## 外部連結
- 聯經出版社：《我們賴以生存的譬喻》
- 中國僑網：認知語言學在中國 （页面存档备份，存于）
- International Cognitive Linguistics Association （页面存档备份，存于）
- UK Cognitive Linguistics Association （页面存档备份，存于）
- Annotated Cognitive Linguistics Reading List （页面存档备份，存于） (Vyv Evans)
- JohnQPublik's Introduction to Cognitive Linguistics （页面存档备份，存于） is an informal overview of the field, comparing it to traditional Chomskyan linguistics.
- Introduction to Cognitive Linguistics （页面存档备份，存于） (Mark Turner).
- The Gestalt Theory and Linguistics Page （页面存档备份，存于） deals with the relationship between Gestalt theory and cognitive linguistics.
- The Center for the Cognitive Science of Metaphor Online is a collection of numerous formative articles in the fields of conceptual metaphor and conceptual integration.